# Vizibilitate
În meteorologie vizibilitatea reprezintă distanța maximă până la care un obiect, luat ca punct de reper, rămâne vizibil în condiții atmosferice date; stare de claritate a atmosferei, care permite să se vadă obiectele până la o anumită distanță.
Vizibilitatea corpurilor în timpul nopții este posibilă dacă asupra lor se orienteaza o sursă de lumină. Cu cât corpurile sunt mai departate de sursa luminoasă cu atât sunt mai puțin vizibile.